# اروپایی‌سازی
اروپایی‌سازی (به انگلیسی: Europeanisation) به چندین پدیده و الگوی تغییر وابسته اشاره دارد:
- فرآیندی که در آن یک موضوع غیراروپایی (فرهنگ، زبان، شهر یا ملت) چندین ویژگی اروپایی (اغلب مربوط به غرب‌گرایی) را می‌پذیرد.
- بیرون از علوم اجتماعی، معمولاً به رشد هویت یا سیاست قاره‌ای اروپایی بیش از هویت‌ها و سیاست‌های ملی در قاره اشاره می‌شود.
- اروپایی‌سازی همچنین ممکن است به فرآیندی اشاره داشته باشد که از طریق آن پویایی‌های سیاسی و اقتصادی اتحادیه اروپا بخشی از منطق سازمانی سیاست ملی و سیاست‌گذاری می‌شود.